# Костанайская область
Костана́йская о́бласть (каз. Қостанай облысы / Qostanai oblysy, до 1997 года — Кустана́йская о́бласть) — область на севере Казахстана. Административный центр — город Костанай.
Область граничит с пятью областями Республики Казахстан (Актюбинской — на западе, Улытауской — на юге, Карагандинской — на юго-востоке, Акмолинской и Северо-Казахстанской — на востоке) и тремя областями Российской Федерации (Оренбургской — на западе, Челябинской — на северо-западе, Курганской — на севере).
Костанайская область образована 29 июля 1936 года. Исторически области предшествовал Кустанайский уезд в составе Тургайской области, образованный в 1868 году. В 1997 году транскрипция названия Кустанайской области на русском языке была изменена на Костанайскую область.
Область состоит из 16 районов и 4 городов областного подчинения с их административными территориями.

## Физико-географическая характеристика

### Географическое положение
Костанайская область находится в Северном Казахстане. Большую часть севера занимает юго-западная окраина Западно-Сибирской низменности, к югу от неё располагается Тургайское плато; на западе области — волнистая равнина Зауральского плато, а на юго-востоке отроги Сары-Арки.
Территория характеризуется относительно равнинным рельефом. Средняя высота над уровнем моря варьируется от 200 до 400 м.

### Гидрография
По территории области протекают около 300 малых рек, наиболее крупная река Тобол. На Тоболе сооружены Верхнетобольское, Каратомарское и Амангельдинское водохранилища, на его притоке Желкуаре — Желкуарское водохранилище. На юге протекает река Тургай протяженностью 390 км по территории области.
В Костанайской области насчитывается более 5 тыс. озёр. Наиболее крупные озёра — Кушмурун, Тениз, Койбагар, Жаншура, Сарыколь, Сарымоин, Сарыоба.

### Климат
Костанайская область относится к Западно-Сибирской климатической области умеренного пояса с резко континентальным климатом. Зима продолжительная, морозная, с сильными ветрами и метелями, лето жаркое, сухое. Годовое количество осадков 350—500 мм на севере области и 240—280 мм на юге. Вегетационный период 150—175 суток на севере и 180 суток на юге.

### Почвы
В северной части области преобладают чернозёмные почвы, на которых произрастают осиновые и берёзовые колки, сосновые боры; на юге — каштановые с ковыльной растительностью, местами опесчаненные с небольшими сосновыми борами.

### Растительность
Особенности природы области обусловлены положением на стыке Урала, Западной Сибири и Центрального Казахстана. Костанайская область находится в пределах лесостепной, степной и полупустынной зонах. Лесостепь представлена небольшими березовыми и осино-березовыми лесами с луговыми и ковыльными степями. Степная зона области подразделяется на подзоны: умеренно-засушливых, засушливых, умеренно-сухих, сухих, опустыненных степей. На юге можно встретить полупустыни на бурых пустынных почвах.
В регионе можно встретить различные виды берёз, сосна обыкновенная, осина, тополь белый, ива древовидная, ольха черная, черемуха, лох и лиственница (реликтовая лиственнично-березовая роща в районе Беимбета Майлина), а на юге — саксаул. В области встречаются сосновые леса: Боровской, Аракарагай, бор Казанбасы, бор Аманкарагай, Терсек-Карагай и Наурзум-Карагай (Наурзумский заповедник).

### Животный мир
Фауна Костанайской области включает 65 видов млекопитающих, а также больше 300 видов птиц, 6 видов земноводных, и более 20 видов рыб. Обитают косуля, волк, лисица, барсук, заяц, лось, рысь, песчанки, суслики, тушканчики, сайгаки.
В области насчитывают 34 редких вида птиц, включённых в Красную книгу. В том числе 19 гнездится на территории региона: розовый и кудрявый пеликаны, лебедь кликун, савка, колпица, серый журавль, журавль красавка, джек, саджа и др.

### Полезные ископаемые
Костанайская область богата такими полезными ископаемыми, как железные руды, бокситы, бурый уголь, асбест, огнеупорные и кирпичные глины, флюсовый и цементный известняк, стекольный песок, строительный камень. 85 % всех разведанных железных руд Казахстана сосредоточено в Костанайской области. Наиболее крупные из них Сарбайское, Лисаковское, Коржынкольское.
На территории области расположено одно из крупнейших месторождений хризотил-асбеста в мире близ города Житикара. По посчитанным запасам месторождение будет обеспечивать сырьевыми ресурсами АО «Костанайские минералы» более 100 лет.

## Часовой пояс
Астрономический часовой пояс UTC+4, однако с 1956 года применялось время соседнего часового пояса (UTC+5), опережающее астрономическое время на один час. С 1981 года по октябрь 2004 года в области действовало время UTC+5 в зимний период и UTC+6 в летний период. С 31 октября 2004 года время часового пояса UTC+6 стало действовать и в зимний период, то есть круглый год, так как в 2005 году сезонный перевод часов в Казахстане был отменён. После реформы 2004 года в Костанайской области стало действовать время Астаны, при котором средний полдень в Костанае наступает в 13:46, а на западе области, в Житикаре, средний полдень наступает после 14.00 часов (см. время в Казахстане), не соответствуя таким образом астрономическому времени на 2 часа. В ночь с 29 февраля на 1 марта 2024 года Костанайская область перешла на часовой пояс UTC +5, в связи с введением единого часового пояса в Казахстане.

## История

### История до XVI века
На территории современной Костанайской области найдены археологические памятники эпохи бронзы, относящиеся к андроновской культуре. Наиболее изучены памятники синташтинской культуры, датируемые XVIII—XVI вв. до н. э. Памятники находятся в Аулиекольском районе на реке Буруктал (могильник), поселение Семиозерное 2, на берегу озера Аксуат, близ города Тобыл, а также у городов Рудный и Лисаковск. Памятники сарматской и сакской культур датируются VIII—VII вв. до н. э. (железный век), раскопки велись в Наурзумском заповеднике, у города Лисаковск, у станции Перелески, села Надеждинка и др,, также в регионе встречаются «курганы с усами». После великого переселения народов к VI в. современная территория области стала частью Тюркского каганата. Раскопки средневековья в период VIII—X вв. наиболее изучены В. В. Гинзбургом и О. И. Исмагуловым. К IX в. кыпчаки окончательно возвысились над остальными племенами и территории региона стали чатью Дешт-и-Кипчака до прихода Чингисхана.
В результате монгольских завоеваний земли кипчаков с XIII в. вошли в состав Монгольской империи, а затем стали частью Золотой Орды. К XV веку большая часть территорий области отошла к Абулхаир хану (Узбекское ханство), а часть к Хаджи-Мухаммад (Тюменское ханство) между которыми шли постоянные сражения. После смерти Абулхаир хана большая часть современной территория Костанайской области стала частью Сибирского ханства, а юго-западные территории —Ногайской Орды.

### Казахское ханство
В 70-х гг. XVI в. при Хак Назаре большая часть территорий вдоль Тобола стала частью Казахского ханства. Окончательно вся территория региона стала частью Казахского ханства при Есиме в начале XVII в. При Тауке регион стал важным центром транзитной торговли с пограничными районами Российской империи. Распад Казахского ханства на три жуза в начале XVIII века разделили территорию Костанайской области между Младшим и Средним жузами. Ситуация осложнилась со вторжением джунгар. В таких условиях представители Младшего жуза 10 октября 1731 г. присягнули на подданство правительству Российской империи, а в 1740 году часть Среднего жуза.

### Российская империя
Распространение царизма на территорию области началось со строительства 27 июля 1752 г. Преснегорьковской крепости. В 1834 году согласно Уставу о сибирских киргизах был создан Аманкарагайский округ, куда вошла восточная часть области, остальная была отторгнута в пользу сибирских казаков. Старшим султаном был избран Чингис Валиханов. В 1835 году было завершено строительство Кушмурунской крепости, близ которой родился географ, исследователь Чокан Валиханов, а в 1851 году в Кушмуруне Чокан записан текст «Козы Корпеш и Баян Сулу». Казахи Аманкарагайского округа в 1837 году приняли участие в национально-освободительном восстании. В составе войск Кенесары участвовал Иман Дулатулы (дед А. Иманова), а против выступил Балгожа Жанбуршин (дед И. Алтынсарина). Для борьбы против восстания в 1845 году на берегу реки Тургай было заложено укрепление Оренбургское (ныне село Тургай). Для окончательного присоединения территории Казахстана в 1865 году была создана Степная коммиссия, результатом работы которой стал проект о «Временное положение об управлении в областях Уральской, Тургайской, Акмолинской и Семипалатинской». Большая часть современной Костанайской области вошла в Тургайскую область и включала 4 уезда: Илецкий (Актюбинский), Иргизский, Николаевский (Кустанайский) и Тургайский. В свою очередь уезды делились на волости, а волости состояли из аулов. Такое положение и административное разделение зимовок и пастбищ кочевников вылилось в восстание в 1868—1869 гг.. На территории региона в XIX веке проживали племена Среднего жуза: кереи (балта), аргыны (роды жогары шекты, томенги шекты), кыпшак (кулан, узын, колденен, карабалык), уаки, а также племена Младшего жуза.
В 1879 году решением генерала А. П. Константиновича началось строительство поселения Кустанай на берегу Тобола в Аракаргинской волости. В 1884 из Троицка администрация Николаевского уезда перебралась в Кустанай. С 1 октября 1893 года поселение получает статус города и называется Николаевск, но уже в 1895 году вернули прежнее название Кустанай. Один из значительных этапов переселения пришелся на конец XIX — начало XX веков и связан в первую очередь с открытием Сибирской железной дороги и Столыпинской аграрной реформой. Именно в этот период и был заложен фундамент украинской общины в Казахстане. По результатам этих переселений украинцы составляли большинство населения северных регионов Казахстана на обширной территории Степного края, именуемый в историографии как Серый Клин.
В 1914 году началась Первая мировая война, а в 1916 году Николай II подписал указ «реквизировать инородческое население империи…», которое вызвало волнение в Кустанайском уезде. Первым зафиксированным выступлением было в Карабалыкской волости, затем в Мендыкаринской волости, а часть казахов Аманкарагайской волости перекочевала в Тургайский уезд, который стал центром сопротивления царизма. На съезде в Тургайском уезде были выбраны руководители повстанцев: А. Иманов (военачальник), К. Алтынсарин (племянник Алтынсарина, военачальник), Оспан Чулмаков (избран ханом) и др. Фактическим руководителем восстания 1919—1917 гг. стал Амангельды Иманов.

### Российская республика, РСФСР, Алаш Орда
Февральская революция завершила вооруженное восстание казахов. После свержения царизма, коммисаром Временного правительства по Тургайской области назначен А. Букейханов. В апреле 1917 года коммисаром Кустанайского уезда, по рекомендации Букейханова, стал Ахмет Беремжанов. 27 июля 1917 года в Кустанае был организован Совет крестьянских и казахских депутатов. После Октябрьской революции 1917 г. в Кустанай прибыл отряд балтийских моряков для изъятия хлеба Кустанайского уезда в пользу Петрограда, а уже 7 января 1918 года путем переворота была установлена Советская власть в Кустанае. Председателем Кустанайского уезда исполнительного комитета Совета крестьянских и казахских депутатов избран Л. Таран. Весной 1918 года гражданская война затронула Кустанайский уезд с восстания чехословацкого корпуса в соседнем Челябинске. 23 июня советская власть пала в Кустанае и в городе начал свою деятельность Временный Комитет народной власти, подчинявшийся Временному Сибирскому правительству. Параллельно свою деятельность начала Алаш Орда, назначив коммисара по Кустанайскому уезду Елдеса Омарова. 14-17 октября 1918 года в Кустанае прошёл чрезвычайный съезд казахов Алаш Орды, где поднимался вопрос об автономии, местном казахском полке и о казахском суде. В итоге Тургайская область и Кустанайский уезд стали местом влияния трёх правительств: Комуча, Временного правительства Сибири и Алаш Орды. В результате прихода к власти в 1918 году А. В. Колчака, в Кустанайском уезде появились силы поддерживающие Колчака и 10 апреля 1919 года белогвардейцы заняли Кустанай. После захвата города начались расстрелы повстанцев и партизан во дворе Народного дома, после здесь установлен памятник событиям 1919 года — «Красная стена». 19 августа Кустанай был освобождён красноармейцами от колчаковцев.

### Казахская АССР
В сентябре 1919 года Кустанайский уезд стал частью Челябинской губернии, но 1 октбяря 1920 года уезд перешёл под юрисдикцию Киргизской Автономной Социалистической Советской Республике и стал частью Оренбургско-Тургайской губернии. 1 апреля 1920 году была образована Кустанайская губерния с районами из волостей Кустанайского и части Орского уездов. 15 августа 1922 года ликвидированы Адамовский (волости переданы Денисовскому уезду) и Семиозерный (волости переданы Кустанайскому уезду) районы, а 29 февраля 1924 года — Боровоской уезд. В 1922 году переименован поселок Всесвятский в Урицкий, а 2 ноября 1923 года Всесвятский уезд переименован в Урицкий. 21 сентября 1925 года Кустанайская губерния ликвидирована с преобразованием всех уездов губрении в один Кустанайский уезд. На основании постановления ВЦИК от 14 сентября 1925 Кустанайский уезд преобразован в Кустанайский округ Казакской АССР. 17 января 1928 года в связи с введением окружного деления в Казакской АССР границы Кустанайского округа изменились: к округу отошла часть Акмолинского уезда Акмолинской губернии. 19 марта 1928 года города Тургай стал сельским поселением. 17 декабря 1930 г. Кустанайский округ ликвидирован в связи с введением районного деления в КазАССР.

### Казахская ССР
29 июля 1936 года Кустанайская область была образована из 11 районов Актюбинской области и Пресногорьковского района Карагандинской области. 23 ноября 1970 года южная часть области была передана в состав новообразованной Тургайской области, упразднённой 2 июня 1988 года и вновь восстановленной в период августа 1990 года по апрель 1997 года. Костанайская область награждена двумя орденами Ленина (1966 и 1970 гг.).
26 декабря 1960 года Указом Президиума Верховного Совета КазССР был образован Целинный край, состоявший из пяти областей (включая Костанайскую область) с центром в Целинограде, а 19 октября 1965 года край был упразднён.

### Казахстан
После распада СССР, 17 июня 1997 года указом президента Казахстана транскрипция названия города Кустаная на русском языке была изменена на город Костанай, а Кустанайской области — на Костанайскую область. Одновременно в состав Костанайской области вошла часть вновь упразднённой Тургайской области, включая её административный центр, город Аркалык и два района (Амангельдинский и Джангельдинский).
18 января 2005 года президентами России и Казахстана был подписан межгосударственный договор о делимитации российско-казахстанской границы. 12 января 2006 года в Астане главы государств подписали Протокол об обмене грамотами о ратификации договора. В соответствии с договором государственная граница была определена таким образом, что посёлок Огнеупорный вошёл в состав Чесменского района Челябинской области. Взамен Казахстану отошёл равновеликий участок степной зоны площадью 520 гектаров из земель Октябрьского района Челябинской области.

## Административно-территориальное устройство

### Административно-территориальное деление
Область включает 16 районов и 4 города областного подчинения:
1. Алтынсаринский район — село Убаганское
2. Амангельдинский район — село Амангельды
3. Аулиекольский район — село Аулиеколь
4. Денисовский район — село Денисовка
5. Джангельдинский район — село Тургай
6. Житикаринский район — город Житикара
7. Камыстинский район — село Камысты
8. Карабалыкский район — посёлок Карабалык
9. Карасуский район — село Карасу
10. Костанайский район — город Тобыл
11. Мендыкаринский район — село Боровской
12. Наурзумский район — село Караменды
13. Сарыкольский район — посёлок Сарыколь
14. Район Беимбета Майлина — село Айет
15. Узункольский район — село Узунколь
16. Фёдоровский район — село Фёдоровка
17. Аркалык
18. Костанай
19. Лисаковск
20. Рудный

На 2023 год в административно-территориальное устройство области входил 501 населенный пункт. В период с 2004 года по 2023 год было упразднено 274 населённых пункта.

### Органы власти
Аким области является главой областного акимата, представителем президента и правительства республики. В КазССР с 1921 по 1991 гг. органом управления областью был Кустанайский областной комитет КП Казахстана.
Список акимов области с 1992 года.
1. Укин, Кенжебек Укинович (1992—1993).
2. Турсумбаев, Балташ Молдабаевич (1993—1995).
3. Кадамбаев, Токтарбай Кадамбаевич (1995—1998).
4. Шукеев, Умирзак Естаевич (август 1998 — март 2004).
5. Кулагин, Сергей Витальевич (март 2004 — январь 2012).
6. Садуакасов, Нуралы Мустафинович (20 января 2012 — 11 сентября 2015).
7. Мухамбетов, Архимед Бегежанович (11 сентября 2015 — 1 декабря 2022).
8. Аксакалов, Кумар Иргибаевич (с 1 декабря 2022)

### Официальная символика
12 марта 2004 года была принята эмблема Костанайской области. На эмблеме изображены: жаворонок, тюльпан Шренка и хлебная нива. Авторы эмблемы: Евгений Куриной, Науана Ибраева и Гаухар Утаралиева.

## Население
| Численность населения Костанайской области | Численность населения Костанайской области | Численность населения Костанайской области | Численность населения Костанайской области | Численность населения Костанайской области | Численность населения Костанайской области | Численность населения Костанайской области | Численность населения Костанайской области | Численность населения Костанайской области |
| 1939                                       | 1959                                       | 1970                                       | 1979                                       | 1989                                       | 1991                                       | 1992                                       | 1993                                       | 1994                                       |
| ------------------------------------------ | ------------------------------------------ | ------------------------------------------ | ------------------------------------------ | ------------------------------------------ | ------------------------------------------ | ------------------------------------------ | ------------------------------------------ | ------------------------------------------ |
| 367 852                                    | ↗710 690                                   | ↗889 621                                   | ↗939 373                                   | ↗1 220 750                                 | ↗1 253 500                                 | ↘1 248 700                                 | ↘1 239 300                                 | ↘1 201 600                                 |
| 1995                                       | 1996                                       | 1997                                       | 1998                                       | 1999                                       | 2000                                       | 2001                                       | 2002                                       | 2003                                       |
| ↘1 159 500                                 | ↘1 133 000                                 | ↘1 076 500                                 | ↘1 020 500                                 | ↘988 800                                   | ↘974 031                                   | ↘947 496                                   | ↘927 638                                   | ↘916 497                                   |
| 2004                                       | 2005                                       | 2006                                       | 2007                                       | 2008                                       | 2009                                       | 2010                                       | 2011                                       | 2012                                       |
| ↘910 416                                   | ↘905 287                                   | ↘901 755                                   | ↘897 263                                   | ↘891 780                                   | ↘884 854                                   | ↘882 518                                   | ↘880 645                                   | ↘879 876                                   |
| 2013                                       | 2014                                       | 2015                                       | 2016                                       | 2017                                       | 2018                                       | 2019                                       | 2020                                       | 2021                                       |
| ↗880 542                                   | ↗881 268                                   | ↗882 688                                   | ↘881 470                                   | ↘877 375                                   | ↘874 206                                   | ↘870 672                                   | ↘866 549                                   | ↘861 204                                   |
| 2022                                       | 2023                                       | 2024                                       |                                            |                                            |                                            |                                            |                                            |                                            |
| ↘833 960                                   | ↘831 109                                   | ↘827 142                                   |                                            |                                            |                                            |                                            |                                            |                                            |

### Этнический состав

#### По области
На территории области проживает более ста национальностей и народностей. На начало 2020 года население области составляет 868 549 чел. Из них доля казахов составляет 41,18 %, русских — 40,71 %, украинцев — 8,08 %, немцев — 3,10 %, татар — 1,82 %, белорусов — 1,45 %, других национальностей — 3,26 %. Плотность населения: 4,5 человека на один квадратный километр. Наиболее плотно населены города Костанай, Рудный и Лисаковск, наименее — южные районы области, плотность в которых составляет от 0,4 до 0,8 человека на один квадратный км. Северные и центральные районы области, включая города Костанай, Лисаковск и Рудный, населены преимущественно русскоязычным населением.
|               | 1989, чел. | %       | 1999, чел. | %       | 2009, чел. | %       | 2019, чел. | %       |
| ------------- | ---------- | ------- | ---------- | ------- | ---------- | ------- | ---------- | ------- |
| всего         | 1223844    | 100,00% | 1017729    | 100,00% | 885570     | 100,00% | 872795     | 100,00% |
| Русские       | 535100     | 43,72%  | 430242     | 42,27%  | 380599     | 42,98%  | 357587     | 40,97%  |
| Казахи        | 279787     | 22,86%  | 314801     | 30,93%  | 328936     | 37,14%  | 355746     | 40,76%  |
| Украинцы      | 178140     | 14,56%  | 130449     | 12,82%  | 84815      | 9,58%   | 71778      | 8,22%   |
| Немцы         | 110440     | 9,02%   | 57410      | 5,64%   | 27959      | 3,16%   | 27168      | 3,11%   |
| Татары        | 27812      | 2,27%   | 20070      | 1,97%   | 17038      | 1,92%   | 15965      | 1,83%   |
| Белорусы      | 35404      | 2,89%   | 25018      | 2,46%   | 15171      | 1,71%   | 12832      | 1,47%   |
| Корейцы       | 4085       | 0,33%   | 4160       | 0,41%   | 3847       | 0,43%   | 3923       | 0,45%   |
| Башкиры       | 10178      | 0,83%   | 5435       | 0,53%   | 3981       | 0,45%   | 3764       | 0,43%   |
| Азербайджанцы | 4570       | 0,37%   | 3619       | 0,36%   | 3405       | 0,38%   | 3985       | 0,46%   |
| Молдаване     | 4807       | 0,39%   | 3302       | 0,32%   | 2467       | 0,28%   | 2344       | 0,27%   |
| Чеченцы       | 2955       | 0,24%   | 2167       | 0,21%   | 1933       | 0,22%   | 1973       | 0,23%   |
| Армяне        | 1765       | 0,14%   | 1938       | 0,19%   | 1595       | 0,18%   | 1772       | 0,20%   |
| Удмурты       | 3336       | 0,27%   | 2309       | 0,23%   | 1559       | 0,18%   | 1392       | 0,16%   |
| Поляки        | 2853       | 0,23%   | 2357       | 0,23%   | 1598       | 0,18%   | 1375       | 0,16%   |
| Мордва        | 4433       | 0,36%   | 2852       | 0,28%   | 1511       | 0,17%   | 1109       | 0,13%   |
| Чуваши        | 3132       | 0,26%   | 1949       | 0,19%   | 1153       | 0,13%   | 913        | 0,10%   |
| Узбеки        | 1348       | 0,11%   | 795        | 0,08%   | 1067       | 0,12%   |            |         |
| Ингуши        | 1325       | 0,11%   | 1114       | 0,11%   | 909        | 0,10%   | 900        | 0,10%   |
| другие        | 12374      | 1,01%   | 7742       | 0,76%   | 6027       | 0,68%   | 8269       | 0,95%   |

#### По районам
|    |                        | Всего  | Рус- ские | %       | Ка- за- хи | %       | Ук- раин- цы | %       | Нем- цы | %      | Та- та- ры | %      | Бе- ло- ру- сы | %      | Баш- ки- ры | %      | Ко- рей- цы | %      | Азер- байд- жан- цы | %      |
| -- | ---------------------- | ------ | --------- | ------- | ---------- | ------- | ------------ | ------- | ------- | ------ | ---------- | ------ | -------------- | ------ | ----------- | ------ | ----------- | ------ | ------------------- | ------ |
|    | ОБЛАСТЬ                | 885570 | 380599    | 42,98 % | 328936     | 37,14 % | 84815        | 9,58 %  | 27959   | 3,16 % | 17038      | 1,92 % | 15171          | 1,71 % | 3981        | 0,45 % | 3847        | 0,43 % | 3405                | 0,38 % |
| 1  | Алтынсаринский район   | 15688  | 5798      | 36,96 % | 5873       | 37,44 % | 2091         | 13,33 % | 810     | 5,16 % | 293        | 1,87 % | 272            | 1,73 % | 51          | 0,33 % | 3           | 0,02 % | 61                  | 0,39 % |
| 2  | Амангельдинский район  | 17660  | 196       | 1,11 %  | 17295      | 97,93 % | 58           | 0,33 %  | 4       | 0,02 % | 21         | 0,12 % | 7              | 0,04 % | 33          | 0,19 % | 1           | 0,01 % | 0                   | 0,00 % |
| 3  | Аулиекольский район    | 47538  | 14684     | 30,89 % | 23617      | 49,68 % | 4166         | 8,76 %  | 1485    | 3,12 % | 1008       | 2,12 % | 612            | 1,29 % | 145         | 0,31 % | 41          | 0,09 % | 101                 | 0,21 % |
| 4  | Денисовский район      | 21912  | 8246      | 37,63 % | 6333       | 28,90 % | 3700         | 16,89 % | 1503    | 6,86 % | 369        | 1,68 % | 609            | 2,78 % | 212         | 0,97 % | 21          | 0,10 % | 156                 | 0,71 % |
| 5  | Джангельдинский район  | 15690  | 54        | 0,34 %  | 15588      | 99,35 % | 6            | 0,04 %  | 1       | 0,01 % | 31         | 0,20 % | 2              | 0,01 % | 4           | 0,03 % | 0           | 0,00 % | 0                   | 0,00 % |
| 6  | Житикаринский район    | 50441  | 19857     | 39,37 % | 20935      | 41,50 % | 4392         | 8,71 %  | 1706    | 3,38 % | 1190       | 2,36 % | 914            | 1,81 % | 339         | 0,67 % | 125         | 0,25 % | 107                 | 0,21 % |
| 7  | Камыстинский район     | 15807  | 3870      | 24,48 % | 7892       | 49,93 % | 2314         | 14,64 % | 448     | 2,83 % | 214        | 1,35 % | 373            | 2,36 % | 210         | 1,33 % | 6           | 0,04 % | 30                  | 0,19 % |
| 8  | Карабалыкский район    | 31399  | 13355     | 42,53 % | 9150       | 29,14 % | 4484         | 14,28 % | 1573    | 5,01 % | 1047       | 3,33 % | 592            | 1,89 % | 275         | 0,88 % | 20          | 0,06 % | 66                  | 0,21 % |
| 9  | Карасуский район       | 29238  | 11752     | 40,19 % | 8854       | 30,28 % | 3746         | 12,81 % | 1218    | 4,17 % | 610        | 2,09 % | 1381           | 4,72 % | 150         | 0,51 % | 46          | 0,16 % | 88                  | 0,30 % |
| 10 | Костанайский район     | 67512  | 31005     | 45,93 % | 22627      | 33,52 % | 6132         | 9,08 %  | 2917    | 4,32 % | 1028       | 1,52 % | 1252           | 1,85 % | 252         | 0,37 % | 321         | 0,48 % | 450                 | 0,67 % |
| 11 | Мендыкаринский район   | 32016  | 15597     | 48,72 % | 12492      | 39,02 % | 1717         | 5,36 %  | 708     | 2,21 % | 429        | 1,34 % | 550            | 1,72 % | 107         | 0,33 % | 10          | 0,03 % | 77                  | 0,24 % |
| 12 | Наурзумский район      | 13180  | 1943      | 14,74 % | 9283       | 70,43 % | 784          | 5,95 %  | 162     | 1,23 % | 219        | 1,66 % | 181            | 1,37 % | 70          | 0,53 % | 1           | 0,01 % | 316                 | 2,40 % |
| 13 | Сарыкольский район     | 24785  | 9234      | 37,26 % | 8562       | 34,55 % | 4603         | 18,57 % | 625     | 2,52 % | 200        | 0,81 % | 734            | 2,96 % | 101         | 0,41 % | 8           | 0,03 % | 99                  | 0,40 % |
| 14 | Район Беимбета Майлина | 29355  | 12305     | 41,92 % | 8134       | 27,71 % | 4286         | 14,60 % | 2255    | 7,68 % | 536        | 1,83 % | 822            | 2,80 % | 128         | 0,44 % | 31          | 0,11 % | 187                 | 0,64 % |
| 15 | Узункольский район     | 25480  | 11809     | 46,35 % | 10176      | 39,94 % | 1842         | 7,23 %  | 463     | 1,82 % | 303        | 1,19 % | 347            | 1,36 % | 42          | 0,16 % | 3           | 0,01 % | 86                  | 0,34 % |
| 16 | Фёдоровский район      | 28348  | 10671     | 37,64 % | 4792       | 16,90 % | 7833         | 27,63 % | 2255    | 7,95 % | 490        | 1,73 % | 699            | 2,47 % | 266         | 0,94 % | 14          | 0,05 % | 231                 | 0,81 % |
| 17 | Аркалык, г.а.          | 40876  | 6468      | 15,82 % | 30441      | 74,47 % | 1293         | 3,16 %  | 252     | 0,62 % | 676        | 1,65 % | 392            | 0,96 % | 247         | 0,60 % | 94          | 0,23 % | 186                 | 0,46 % |
| 18 | Костанай, г.а.         | 214961 | 103834    | 48,30 % | 72326      | 33,65 % | 17133        | 7,97 %  | 4719    | 2,20 % | 4506       | 2,10 % | 3085           | 1,44 % | 569         | 0,26 % | 2730        | 1,27 % | 968                 | 0,45 % |
| 19 | Лисаковск, г.а.        | 40704  | 21840     | 53,66 % | 9449       | 23,21 % | 5149         | 12,65 % | 2018    | 4,96 % | 664        | 1,63 % | 679            | 1,67 % | 129         | 0,32 % | 86          | 0,21 % | 43                  | 0,11 % |
| 20 | Рудный, г.а.           | 122980 | 78081     | 63,49 % | 25117      | 20,42 % | 9086         | 7,39 %  | 2837    | 2,31 % | 3204       | 2,61 % | 1668           | 1,36 % | 651         | 0,53 % | 286         | 0,23 % | 153                 | 0,12 % |

|    |                        | Всего  | Рус- ские | %       | Ка- за- хи | %       | Ук- раин- цы | %       | Нем- цы | %      | Та- та- ры | %      | Бе- ло- ру- сы | %       | Баш- ки- ры | %      | Ко- рей- цы | %      | Азер- байд- жан- цы | %      |
| -- | ---------------------- | ------ | --------- | ------- | ---------- | ------- | ------------ | ------- | ------- | ------ | ---------- | ------ | -------------- | ------- | ----------- | ------ | ----------- | ------ | ------------------- | ------ |
|    | ОБЛАСТЬ                | 872795 | 357587    | 40,97 % | 355746     | 40,76 % | 71778        | 8,22 %  | 27168   | 3,11 % | 15965      | 1,83 % | 12832          | 1,47 %  | 3764        | 0,43 % | 3923        | 0,45 % | 3985                | 0,46 % |
| 1  | Алтынсаринский район   | 13846  | 5226      | 37,74 % | 5308       | 38,34 % | 1641         | 11,85 % | 732     | 5,29 % | 256        | 1,85 % | 209            | 1,51 %  | 37          | 0,27 % | 2           | 0,01 % | 46                  | 0,33 % |
| 2  | Амангельдинский район  | 16475  | 135       | 0,82 %  | 16225      | 98,48 % | 30           | 0,18 %  | 4       | 0,02 % | 19         | 0,12 % | 0              | −0,00 % | 28          | 0,17 % | 0           | 0,00 % | 0                   | 0,00 % |
| 3  | Аулиекольский район    | 42178  | 12984     | 30,78 % | 21531      | 51,05 % | 3125         | 7,41 %  | 1325    | 3,14 % | 889        | 2,11 % | 495            | 1,17 %  | 139         | 0,33 % | 27          | 0,06 % | 120                 | 0,28 % |
| 4  | Денисовский район      | 18376  | 7246      | 39,43 % | 4999       | 27,20 % | 2993         | 16,29 % | 1366    | 7,43 % | 292        | 1,59 % | 525            | 2,86 %  | 168         | 0,91 % | 21          | 0,11 % | 153                 | 0,83 % |
| 5  | Джангельдинский район  | 12251  | 11        | 0,09 %  | 12216      | 99,71 % | 3            | 0,02 %  | 0       | 0,00 % | 15         | 0,12 % | 0              | 0,00 %  | 0           | 0,00 % | 0           | 0,00 % | 0                   | 0,00 % |
| 6  | Житикаринский район    | 48261  | 18190     | 37,69 % | 21601      | 44,76 % | 3583         | 7,42 %  | 1635    | 3,39 % | 1076       | 2,23 % | 747            | 1,55 %  | 327         | 0,68 % | 119         | 0,25 % | 114                 | 0,24 % |
| 7  | Камыстинский район     | 12362  | 3239      | 26,20 % | 6010       | 48,62 % | 1693         | 13,70 % | 347     | 2,81 % | 182        | 1,47 % | 254            | 2,05 %  | 174         | 1,41 % | 7           | 0,06 % | 28                  | 0,23 % |
| 8  | Карабалыкский район    | 27534  | 11966     | 43,46 % | 8115       | 29,47 % | 3552         | 12,90 % | 1443    | 5,24 % | 930        | 3,38 % | 477            | 1,73 %  | 267         | 0,97 % | 23          | 0,08 % | 82                  | 0,30 % |
| 9  | Карасуский район       | 25258  | 10678     | 42,28 % | 7198       | 28,50 % | 3041         | 12,04 % | 1123    | 4,45 % | 503        | 1,99 % | 1141           | 4,52 %  | 137         | 0,54 % | 49          | 0,19 % | 87                  | 0,34 % |
| 10 | Костанайский район     | 71157  | 30441     | 42,78 % | 27592      | 38,78 % | 5438         | 7,64 %  | 2769    | 3,89 % | 1127       | 1,58 % | 1110           | 1,56 %  | 241         | 0,34 % | 329         | 0,46 % | 550                 | 0,77 % |
| 11 | Мендыкаринский район   | 27279  | 14343     | 52,58 % | 9910       | 36,33 % | 1199         | 4,40 %  | 607     | 2,23 % | 395        | 1,45 % | 390            | 1,43 %  | 87          | 0,32 % | 10          | 0,04 % | 104                 | 0,38 % |
| 12 | Наурзумский район      | 10766  | 1595      | 14,82 % | 7737       | 71,87 % | 591          | 5,49 %  | 100     | 0,93 % | 177        | 1,64 % | 131            | 1,22 %  | 49          | 0,46 % | 0           | 0,00 % | 253                 | 2,35 % |
| 13 | Сарыкольский район     | 20553  | 8353      | 40,64 % | 6410       | 31,19 % | 3749         | 18,24 % | 595     | 2,89 % | 154        | 0,75 % | 586            | 2,85 %  | 97          | 0,47 % | 4           | 0,02 % | 92                  | 0,45 % |
| 14 | Район Беимбета Майлина | 24853  | 10809     | 43,49 % | 6811       | 27,41 % | 3180         | 12,80 % | 1940    | 7,81 % | 459        | 1,85 % | 669            | 2,69 %  | 120         | 0,48 % | 26          | 0,10 % | 231                 | 0,93 % |
| 15 | Узункольский район     | 21060  | 10396     | 49,36 % | 8123       | 38,57 % | 1300         | 6,17 %  | 343     | 1,63 % | 243        | 1,15 % | 224            | 1,06 %  | 28          | 0,13 % | 4           | 0,02 % | 82                  | 0,39 % |
| 16 | Фёдоровский район      | 25543  | 10008     | 39,18 % | 4430       | 17,34 % | 6528         | 25,56 % | 2113    | 8,27 % | 414        | 1,62 % | 596            | 2,33 %  | 234         | 0,92 % | 10          | 0,04 % | 247                 | 0,97 % |
| 17 | Аркалык, г.а.          | 41371  | 5415      | 13,09 % | 32958      | 79,66 % | 872          | 2,11 %  | 196     | 0,47 % | 577        | 1,39 % | 248            | 0,60 %  | 202         | 0,49 % | 82          | 0,20 % | 156                 | 0,38 % |
| 18 | Костанай, г.а.         | 243031 | 104034    | 42,81 % | 97689      | 40,20 % | 16908        | 6,96 %  | 5486    | 2,26 % | 4707       | 1,94 % | 2990           | 1,23 %  | 697         | 0,29 % | 2817        | 1,16 % | 1359                | 0,56 % |
| 19 | Лисаковск, г.а.        | 40541  | 20881     | 51,51 % | 10495      | 25,89 % | 4738         | 11,69 % | 2132    | 5,26 % | 645        | 1,59 % | 668            | 1,65 %  | 123         | 0,30 % | 88          | 0,22 % | 48                  | 0,12 % |
| 20 | Рудный, г.а.           | 130100 | 71637     | 55,06 % | 40388      | 31,04 % | 7614         | 5,85 %  | 2912    | 2,24 % | 2905       | 2,23 % | 1372           | 1,05 %  | 609         | 0,47 % | 305         | 0,23 % | 233                 | 0,18 % |

## Транспорт

### Воздушный
Первый аэропорт в Костанае появился в 1937 году. Новый в области международный аэропорт был построен в конце 1970-х годов и находится возле города Костанай, в 2022 году аэропорту присвоено имя Ахмета Байтурсынова. Авиарейсы осуществляют авиакомпании Air Astana, FlyArystan, SCAT, Bek Air, Irtysh Air, Белавиа, Hamburg International Luftverk, Аэрофлот.

### Железнодорожный
Первый поезд в Кустанайский уезд прибыл 1 декабря 1913 года в Костанай из Троицка. В том же году в городе был построен жд вокзал. С 1 января 1916 года Троицко-Кустанайская железная дорога открыта для регулярного пассажирского движения.
Из Костанайской области по железной дороге отправляют грузы в Китай, Афганистан, Иран, Турцию, страны Центральной Азии. Асбест из Житикары отправляют в Индию, уголь — через Россию в Европу, а для экспорта зерна создаются специальные маршруты.

### Автомобильный
Данный перечень автомобильных дорог общего пользования областного значения утверждён постановлением акимата Костанайской области от 14 августа 2015 года № 351
| № п/п | Индекс автодороги | Наименования автомобильных дорог                                                          | Общая протяженность, км |
| ----- | ----------------- | ----------------------------------------------------------------------------------------- | ----------------------- |
| 1     | КР-1              | Рудный — Качары — Фёдоровка                                                               | 82,7                    |
| 2     | КР-2              | Костанай — Введенка                                                                       | 92,0                    |
| 3     | КР-3              | Затобольск — Садчиковка — Сергеевка                                                       | 46,0                    |
| 4     | КР-4              | Подъезд к аэропорту                                                                       | 6,0                     |
| 5     | КР-5              | Подъезд к автомобильной дороге М-36 «Екатеринбург — Алматы» (малый мост)                  | 0,075                   |
| 6     | КР-6              | Подъезд к городу Костанай                                                                 | 6,0                     |
| 7     | КР-7              | Подъезд к оздоровительному комплексу                                                      | 1,383                   |
| 8     | КР-8              | Подъезд к туристической базе «Лесная»                                                     | 9,0                     |
| 9     | КР-9              | Подъезд к УК 161/11                                                                       | 4,5                     |
| 10    | КР-10             | Республиканская дорога Мамлютка — Костанай — Красная Пресня — Звериноголовское            | 56,0                    |
| 11    | КР-11             | Подъезд к селу Загаринка                                                                  | 17,0                    |
| 12    | КР-12             | Подъезд к селу Архиповка                                                                  | 12,0                    |
| 13    | КР-13             | Республиканская дорога Мамлютка — Костанай — Пресногорьковка — Белоглинка — Воскресеновка | 43,0                    |
| 14    | КР-14             | Узунколь — Сарыколь                                                                       | 79,0                    |
| 15    | КР-15             | Сарыколь — Большие Дубравы                                                                | 56,0                    |
| 16    | КР-16             | Карасу — Большая Чураковка                                                                | 114,1                   |
| 17    | КР-17             | Койбагар — Карасу — Севастопольское                                                       | 124,0                   |
| 18    | КР-18             | Аулиеколь — Москалевка — Максут — Смайловка                                               | 106,0                   |
| 19    | КР-19             | Аулиеколь — Диевка — Косагал — Акжол                                                      | 130,0                   |
| 20    | КР-20             | Аулиеколь — Жалдама                                                                       | 257,0                   |
| 21    | КР-21             | Докучаевка — Раздольное — Аралколь                                                        | 97,0                    |
| 22    | КР-22             | Айет — Варваринка — граница области                                                       | 40,0                    |
| 23    | КР-23             | Тобол — Айет — Красносельское — Набережное                                                | 45,0                    |
| 24    | КР-24             | Лисаковск — Каиндыколь — Краснооктябрьский                                                | 87,0                    |
| 25    | КР-25             | Обход города Рудный                                                                       | 9,0                     |
| 26    | КР-26             | Житикара — Чайковское                                                                     | 27,0                    |
| 27    | КР-27             | Подъезд к селу Мариновка                                                                  | 9,0                     |
| 28    | КР-28             | Житикара — Камысты — Ливановка                                                            | 63,9                    |
| 29    | КР-29             | Подъезд к УК 163/3                                                                        | 3,0                     |
| 30    | КР-30             | Адаевка — Уркаш — Аралколь                                                                | 110,0                   |
| 31    | КР-31             | Торгай — Шили — Аралколь                                                                  | 182,1                   |
| 32    | КР-32             | Аркалык — Торгай                                                                          | 287,9                   |
| 33    | КР-33             | Северный обход города Аркалыка                                                            | 6,0                     |

## Культура
На территории казахстанского Притоболья в районе Тургайского прогиба В. Н. Логвиным в конце 1970-х годов на основе ряда памятников неолита (конец VII — начало V тысячелетия до н. э.) была выделена маханджарская культура (стоянки «Маханджар», «Соленое озеро 2», «Дузбай 1-4», «Дузбай 12», «Сор 2», «Бестамак 7», «Амангельды»). На стоянках маханджарской культуры отсутствуют наконечники стрел, вероятно, в их качестве использовалась конструкция из нескольких вкладышей. Маханджарская культура сменилась терсекской культурой.
В 2014 году появились сообщения об обнаружении в Тургайской ложбине циклопических геоглифов 3000-летней давности.